# Cadillac, Gironde
Cadillac (gaskonsko Cadilhac) je naselje in občina v jugozahodnem francoskem departmaju Gironde regije Akvitanije. Leta 2008 je naselje imelo 2.382 prebivalcev.

## Geografija
Naselje se nahaja v pokrajini Gaskonji na desnem bregu reke Garone, 34 km jugovzhodno od Bordeauxa.

## Uprava
Cadillac je sedež istoimenskega kantona, v katerega so poleg njegove vključene še občine Béguey, Capian, Cardan, Donzac, Gabarnac, Langoiran, Laroque, Lestiac-sur-Garonne, Loupiac, Monprimblanc, Omet, Paillet, Rions, Sainte-Croix-du-Mont in Villenave-de-Rions s 13.024 prebivalci.
Kanton Cadillac je sestavni del okrožja Langon.

## Zanimivosti
- klasicistično renesančni dvorec Château de Cadillac iz 17. stoletja,
- ostanki nekdanjega obzidja srednjeverške bastide,
- cerkev sv. Martina iz konca 14. in začetka 15. stoletja,
- pokopališče cimetière des Oubliés.

## Pobratena mesta
- Canet de Mar (Katalonija, Španija);